# پودر کاکائو

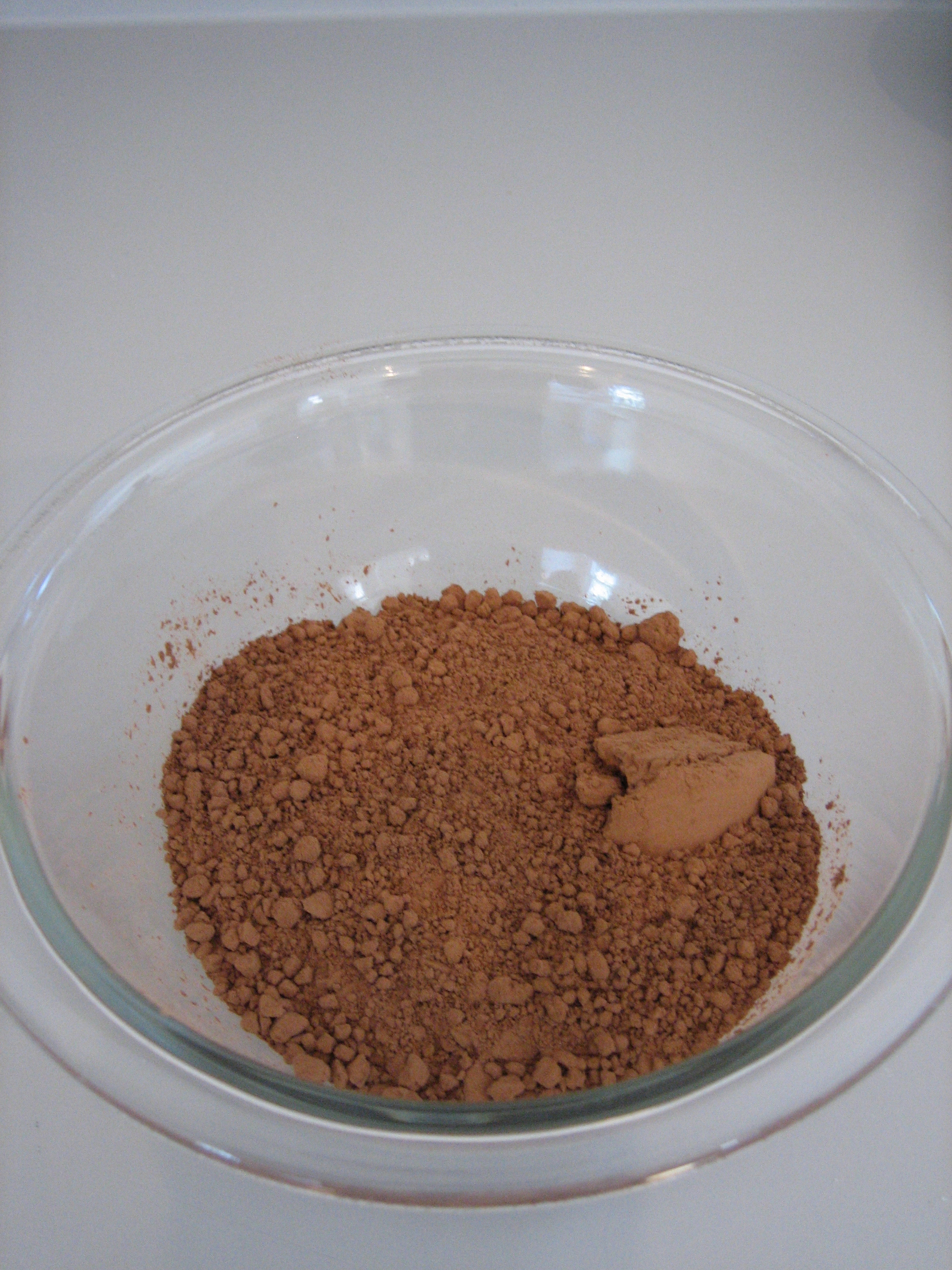
مقداری پودر یا مواد جامد کاکائو در یک ظرف شیشه‌ای

پودر کاکائو (انگلیسی: Cocoa solids) پس از اینکه کره کاکائو از دانه‌های کاکائو به دست آمد مواد جامد بسیاری هم به همراه آن وجود دارد که مخلوطی از بسیاری از مواد باقیمانده است، هنگامی که به عنوان یک فراوردهٔ نهایی به فروش می‌رسد به عنوان پودر کاکائو و گاهی هم کاکائو نامیده می‌شود، این پودر در مقابل جزء چرب شکلات قرار می‌گیرد که همان کره کاکائو است، کره کاکائو تشکیل شده از ۵۰٪ تا ۷۵٪ از دانه‌های کاکائو است و از مشخصات بارز آن ذوب شدن کاکائو در دماهای متفاوت است که میزان درصد کره کاکائو را نشان می‌دهد
نوشابه یا لیکور کاکائو هم یک فرایند تخمیری از دانه‌های کاکائوی بو داده‌است که با کره کاکائو جامد و مواد فله‌ای دیگر به نسبت معمول طبیعی تلفیق می‌گردد. شکلات اما کرهٔ کاکائو بیشتر و خالص‌تری برای تولید نیاز دارد و در نتیجه بهترین و ارزان‌ترین گزینه برای این مورد همان پودر کاکائو است هر چند این عمل در تضاد با اولین استفاده‌های کاکائو در اروپا است.
قبل از اینکه شکلات‌های شیری و همچنین شکلات‌های تیره محبوبیت پیدا کنند، پودر کاکائو به عنوان یک محصول اولیه بود، و کره کاکائو کمی بیش از یک محصول زائد به نظر می‌رسید، مواد جامد کاکائو که تشکیل‌دهندهٔ اولیه پودر کاکائو هستند، یکی از غنی‌ترین آنتی‌اکسیدان فلاوانول می‌باشد، این مورد عنصری کلیدی در شکلات، سس شکلات و انواع فراورده‌های قندی بر پایهٔ کاکائو می‌باشد.